# Sexual Parasite: Killer Pussy
Sexual Parasite: Killer Pussy (jap. 寄生蟲 キラープッシー, Kiseichū: kirā pusshī für Kiseichū: Killer Pussy, Alternativtitel: Sexual Parasite) ist ein japanischer Sexploitation- und Splatterfilm. Veröffentlicht wurde er am 22. August 2004.

## Handlung
Ein Forscherehepaar, Naoto Kuraki und Sayoko Juji, durchstreift das Amazonasgebiet. Auf ihrer Reise finden sie einen seltsamen Wurm, den sie in ein Plastikgefäß einschließen, um ihn mitzunehmen. Ein mysteriöser Medizinmann versucht die beiden vor dem Wurm zu warnen, doch ihr Forschungsdrang ist größer. Dem Wurm gelingt es, sein Plastikgefäß zu verlassen und in die Vagina von Juji einzudringen. Sie wird durch den Parasiten in eine bezahnte Vagina verwandelt.
Jahre später dringt eine Gruppe Jugendlicher in ein leerstehendes Labor ein, um dort zu feiern. Mari und Hiroshi befreien versehentlich die in einer Kühlkammer eingesperrte Sayoko Juji, und dem Parasiten gelingt es, einen neuen Wirt zu suchen.

## Rezeption
Die Mehrheit der Rezensenten kommentieren die schlechte Qualität der Darsteller, erklären aber, dass es bei einem Trashfilm nicht um schauspielerische Leistungen gehe, sondern um den Unterhaltungswert.

„Regisseur Nakano [zieht im zweiten Teil des Films] das Tempo drastisch an und versucht den Zuschauer mit Schleim, Sex und Splatter für sich zu gewinnen. Ständig im Wege dabei ist ihm allerdings das drastisch niedrige Budget wie auch das Unvermögen der gewählten Darsteller.“

„Es zählt der Trash. Und den liefert der Film doppelt und dreifach.“